# لوکاس شرف
لوکاس شرف (انگلیسی: Lukas Scherff؛ زادهٔ ۱۴ ژوئیهٔ ۱۹۹۶) بازیکن فوتبال اهل آلمان است.
از باشگاه‌هایی که در آن بازی کرده‌است می‌توان به باشگاه فوتبال هانزا روستوک اشاره کرد.